# Elfrida
Elfrida és una tragedia per musica en dos actes amb música del compositor Giovanni Paisiello i llibret en italià de Ranieri de' Calzabigi.
L'òpera es va estrenar el 4 de novembre de 1792 en el Teatro San Carlo de Nàpols i va tenir nombroses representacions a Itàlia fins al 1798 (en alguns casos amb un final feliç). El 1800 també va tenir un renaixement a Londres.
Essent la primera de les dues òperes sobre text de Calzabigi, Elfrida es caracteritza pel repartiment no usual de totes les parts solistes dels personatges principals. Elfrida és una òpera amb tendències romàntiques, caracteritzada per la representació de "l'amor, la magnanimitat i el sacrifici com a emocions reals més que no pas com a abstraccions".
Es considera que les dues òperes de Paisiello compostes a partir dels llibrets de Calzabigi, Elfrida (1792) i Elvira (1794), representen un retorn parcial als esquemes de Metastasio.